# ويس كار
ويس كار (بالإنجليزية: Wes Carr)‏ هو مغني وموسيقي ومغن مؤلف أسترالي، ولد في 14 سبتمبر 1982 في غاولر في أستراليا.

## وصلات خارجية
- الموقع الرسمي
- ويس كار على موقع IMDb (الإنجليزية)
- ويس كار على موقع ميوزك برينز (الإنجليزية)
- ويس كار على موقع ديسكوغز (الإنجليزية)